# Polyzoniida
Ne doit pas être confondu avec Polyxenida.
Ordre
Les Polyzoniida sont un ordre de Myriapodes (mille-pattes) de la sous-classe des Helminthomorpha.

## Description
Les Polyzoniida ont une surface dorsale quelque peu bombée avec une face ventrale plate. Leurs têtes sont petites et en forme de cône, avec peu d'ocelles. Ils n'ont pas de sillon dorsal ni de paranota (extensions latérales de chaque segment).

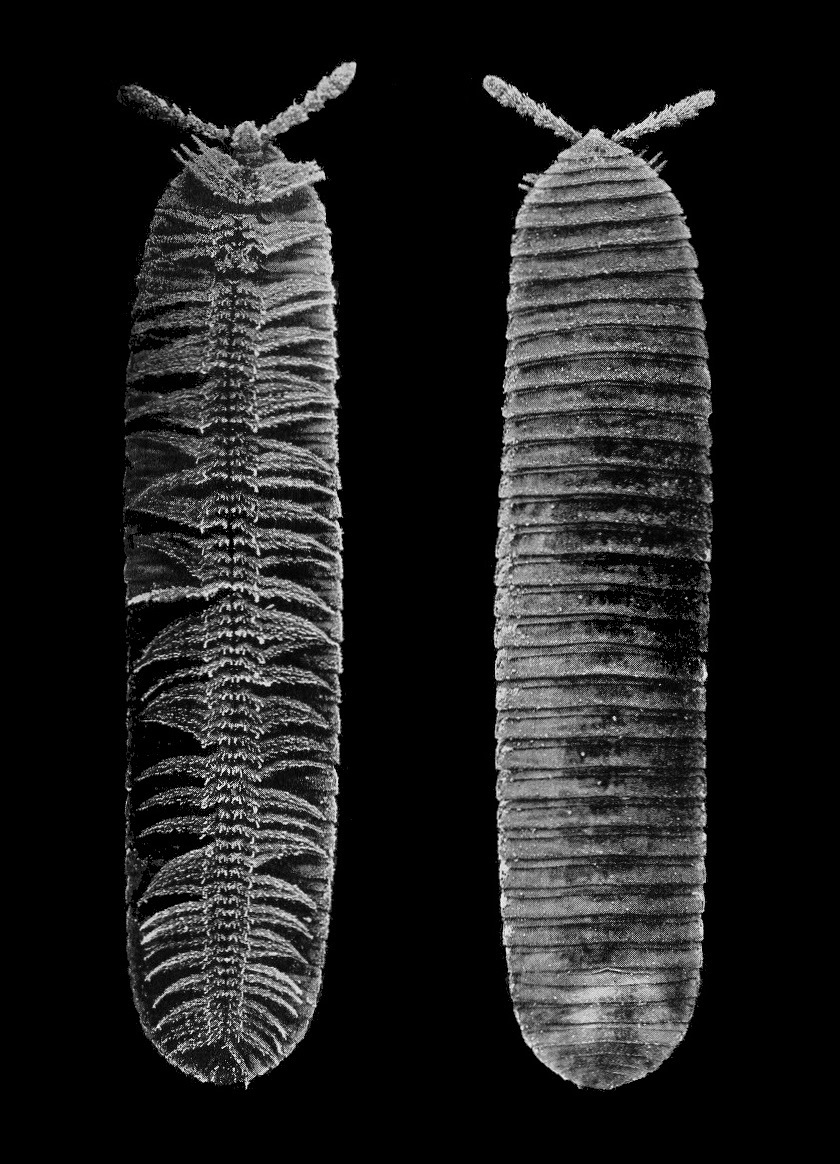
Bdellozonium cerviculatum, mâle.

## Répartition
La famille des Hirudisomatidae est présente de l'Espagne à l'Himalaya en Eurasie, au Japon et en Amérique du Nord, du sud-ouest du Canada au centre du Mexique. Les Polyzoniidae ont une répartition holarctique (hémisphère nord), présents dans le nord-ouest et le nord-est des États-Unis, dans l'est du Canada et en Europe, du Royaume-Uni et de la France jusqu'en Sibérie.
Les Siphonotidae ont une répartition méridionale et sont présents au Brésil et au Chili, en Afrique du Sud, en Asie du Sud-Est, en Indonésie, en Tasmanie et en Nouvelle-Zélande,.

## Classification
L'ordre des Polyzoniida contient trois familles, 27 genres et 82 espèces :
- Hirudisomatidae Silvestri, 1896 (6 genres, 20 espèces)
- Polyzoniidae Newport, 1844 (6 genres, 22 espèces)
- Siphonotidae Cook, 1895 (15 genres, 40 espèces)

## Systématique
Le nom valide complet (avec auteur) de ce taxon est Polyzoniida Gervais, 1844.
Polyzoniida a pour synonyme :
- Colobognatha